# Mourning Caress
Mourning Caress war eine deutsche Death-Metal-Band.

## Geschichte
Ende des Jahres 1998 gründeten Sänger Gerrit Mohr und Schlagzeuger Dominik Schlüter in Münster Mourning Caress; kurze Zeit später stießen die Gitarristen Benedikt Bjarnason und Florian Erhart sowie Bassist Daniel Busche hinzu. Nach der Vertragsunterzeichnung mit dem spanischen Label Arise Records im Frühjahr 2001 wurde im folgenden Jahr das Debütalbum Imbalance produziert. 2005 wurde Gitarrist Florian Erhart durch Florian Albers ersetzt.
Drei Jahre später veröffentlichte die Band über das niederländische Label Restrain Records ihr zweites Album Inner Exile. Wenige Monate nach der Veröffentlichung von Inner Exile schloss Restrain Records. Zudem entschloss sich Gitarrist Benedikt Bjarnason 2009 dazu, die Band aufgrund beruflicher Verpflichtungen zu verlassen. In der Besetzung Dominik Schlüter, Florian Albers, Gerrit Mohr und Daniel Busche zog sich die Band Ende 2010 in das DocMaKlang Studio in Osnabrück zurück, um mit Produzent Matthias Lohmöller ihr drittes Album Deep Wounds, Bright Scars aufzunehmen. Während dieser Aufnahmen verstarb der Ex-Gitarrist Benedikt Bjarnason Ende Dezember 2010 an Krebs, der bei ihm im Frühjahr 2010 diagnostiziert worden war. Deep Wounds, Bright Scars wurde ihm gewidmet. Mourning Caress stellten Anfang 2011 die Aufnahmen zu diesem Album fertig und fanden kurz darauf in Wolfgang „Sandman“ Sander einen neuen Gitarristen. Deep Wounds, Bright Scars wurde von Ulf Horbelt/DMS in Marl gemastert, das Artwork stammt von Killustrations bzw. Björn Gooßes, dem ehemaligen Night-in-Gales-Sänger.
Mourning Caress sind zusammen mit Bands wie Tankard, Naglfar, Grave, Mercenary, God Dethroned, Die Apokalyptischen Reiter, The Forsaken, Dew-Scented, Unleashed, Night in Gales, Krisiun und Burden of Grief aufgetreten. Festivalauftritte beinhalten das Summer Breeze Open Air in Abtsgmünd, das Rock Station Festival in Ankara, das Westfalen-Festival in Dortmund, das Zillo-Festival in Sankt Goarshausen sowie das Rock Republic Open Air in Istanbul mit Slayer als Headliner.
Am 12. Januar 2015 gab die Band auf ihrer Homepage ihre Auflösung bekannt.

## Diskografie
- 1999: The Divine Grave (Demo)
- 2000: Perspectives (Demo)
- 2002: Imbalance
- 2008: Inner Exile
- 2011: Deep Wounds, Bright Scars